# 重屏会棋图

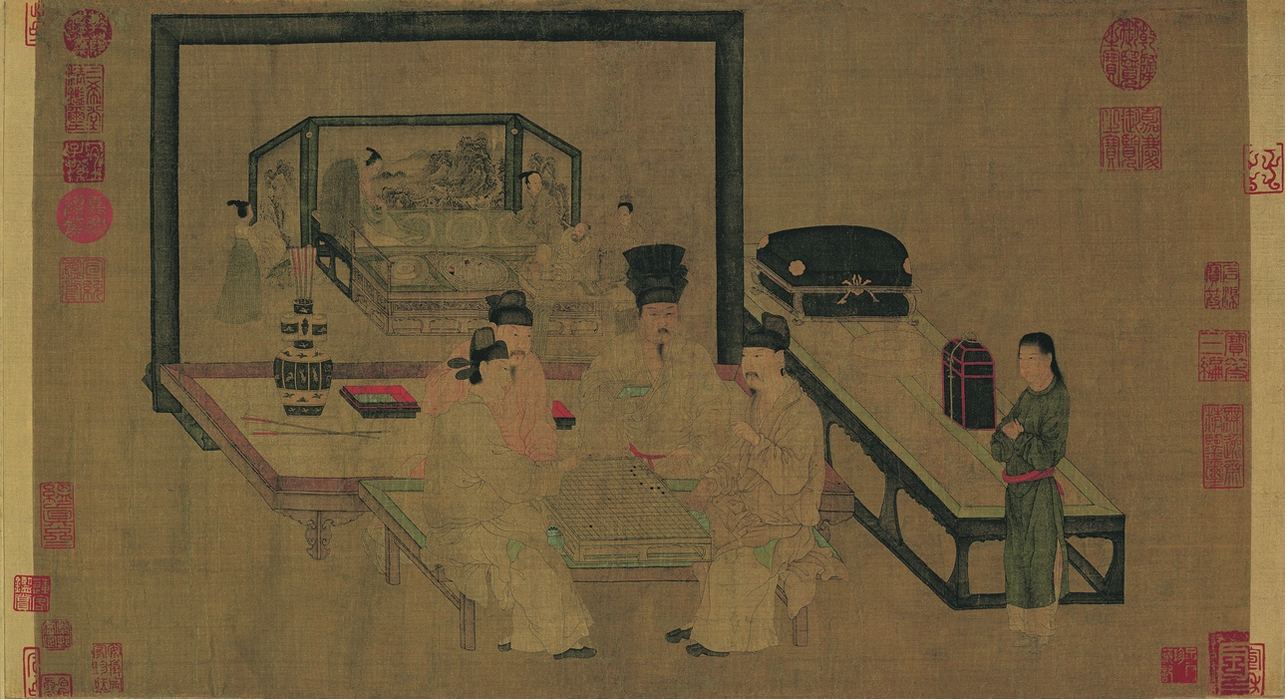
重屏会棋图

《重屏会棋图》，五代十国时期周文矩的作品。画中内容为，南唐中主李璟与其诸兄弟下棋。因画中有屏，屏中有画，故得名“重屏会棋图”。
此图是绢本设色，纵40.3厘米，横70.5厘米，故宫博物院藏宋人摹本。

## 传说
据说南唐中主李璟爱下棋，因而对政事少有处理，有一次因大将军当朝戒言，故有收敛。可惜李璟棋瘾太大屡有反复。此被李煜所察觉，于是重金请当时居于南唐的周文矩绘了这张“重屏会棋图”。